# Бигиримана, Абеди
Абеди Бигиримана (фр. и англ. Abedi Bigirimana; род. 2002, Бужумбура) — бурундийский футболист, полузащитник футбольного клуба «Полис» и сборной Бурунди.

## Биография
Бигиримана родился 1 января 2002 года в Бужумбуре, Бурунди. Абеди начал играть в футбол в возрасте 12 лет на межшкольных соревнованиях и в районных командах. Старший брат — Гасонго Бенджамин, бывший игрока сборной Бурунди. В июне 2022 года Абеди подарил более 200 школьных тетрадей детскому дому в своей стране, также он является одним из партнеров международного фонда «Надежда».

## Клубная карьера

### Рукинзо
В 2016 году Абеди стал лучшим игроком межшкольного турнира и несколько местных клубов, играющих во 2-м и 3-м дивизионах, проявили интерес к подписанию игрока, после нескольких обсуждений талантливый молодой игрок согласился подписать контракт с «Рукинзо». В сезоне 2017/18, его команда играла во 2-м дивизионе, Абеди забил 8 голов и отдал 8 результативных передач, а его команда вышла в первую лигу (впервые в истории клуба). В своем первом сезоне в высшей лиги страны несмотря на свой юный возраст, забил 9 голов и отдал 10 результативных передач в 32 матчах во всех соревнованиях, а также помог своей команде выйти в финал Кубка страны, но проиграв со счетом 3:1 «Эгль Нуар». У Абеди были хорошие выступления в сезоне 2019/20, где он забил 8 голов и отдал 4 результативные передачи, его клуб снова принял участие в кубке страны, удалось выбить «Эгль Нуар» в полуфинале, но он проиграл финал по пенальти «Мусонгати». После великолепного сезона Бигиримана попал в символическую сборную года чемпионата и был номинирован на получение награды лучшему игроку сезона, но, занял 4-е место в рейтинге.

### Кийову
В 2020 году перешёл в «Кийову» за 10 000 долларов и подписал двухлетний контракт. Получил самую высокую зарплату в клубе.

### Неудачный трансфер в клуб «Сфаксьен»
В 2021 году вёл множество переговоров с разными клубами: «Фус де Рабат» из Марокко, «Эль Гуна» из Египта, но выбор пал в пользу «Сфаксьен» и в июле 2021 года Абеди вылетел в Тунис, чтобы подписать контракт. После недели просмотра, довольные игрой игрока, руководство «Сфаксьена» предложило ему 3-летний контракт, но Абеди отказался от этого предложения, потому что, по словам игрока, его не устраивала предложенная зарплата.
Вернувшись в Руанду, Абеди продлил контракт с «Кийову» до июня 2023 года.
В сезоне 2021/22 Абеди Бигиримана провел великолепный сезон, в ходе которого получил похвалу от различных футбольных болельщиков и руандийских спортивных журналистов. Неудивительно, что Абеди получил награду как лучший игрок чемпионата и лучший полузащитник, он также занял второе место среди лучших бомбардиров с 12 голами.
В декабре 2022 года «Кийову» сделал ему предложение о продлении контракта на два года за колоссальную сумму в 90 000 долларов и ежемесячную зарплату в 2500 долларов, но Абеди отклонил это предложение.
30 апреля 2023 года Абеди Бигиримана получил награду лучшему спортсмену года, играющему в Руанде в сезоне 2022/23 годов, награду, которую вручило местное онлайн-издание Isibo TV.

### Полис
С 30 июня 2023 года за молодым бурундийским игроком наблюдали несколько клубов, включая Район спорт, АПР, Полис (Руанда), Намунго (Танзания) и Фасил Кенема из Эфиопии. После нескольких переговоров 28 июля 2023 года, подписал двухлетний контракт с «Полис».
В составе «Полис» Бигиримана Абеди сыграл 20 матчей во всех соревнованиях, в которых забил 9 голов, отдал 11 результативных передач.

## Карьера в сборной
В сборной Бурунди Бигиримана дебютировал в возрасте 20 лет 29 марта 2022 года в товарищеском матче против сборной Либерии (2:1), выйдя в основном составе. Сыграл за сборную 8 матчей и отличился 2 раза.

## Награды

#### Личные
- Финалист кубка Бурунди в составе ФК «Рукинзо» 2017/18, 2018/19
- Лучший молодой игрок Примус Лиги, включён в команду сезона. 2019/20
- Игрок года в «Кийову» 2020/21
- Лучший игрок сезона, второй бомбардир сезона с 12 голами, лучший полузащитник сезона. 2021/22
- 30 апреля 2023 года стал победителем премии лучшему спортсмену года, присуждаемой онлайн-изданием Isibo TV.

#### Командные
- Обладатель кубка Руанды 2023/24[3]
- Обладатель Суперкубка Руанды 2024[3]